# Etoys (lenguaje de programación)
Etoys es un entorno computarizado amigable con los niños y un lenguaje de programación basado en prototipos y orientado a objetos para uso en la educación.
Etoys es una herramienta de autor multimedial con un modelo de objetos programable para muchos diferentes objetos que corren en diferentes plataformas y que es software libre y de código abierto

## Historia
- Squeak fue originalmente desarrollado en Apple en 1996 por Dan Ingalls.
- Squeak es una implementación orientada a objetos, basada en clases y reflexiva derivada de Smalltalk-80 en Apple. Fue desarrollada por algunos de los programadores originales de Smalltalk-80, incluyendo Dan Ingalls, Ted Kaehler, y Alan Kay. El equipo también incluyó a Scott Wallace y John Maloney.
- Squeak 4.0 está publicado con la licencia MIT, con algunas de las partes originales de Apol bajo la licencia Apache. Es requerido que nuevas contribuciones sean con la licencia MIT.
- El artículo “Back to the Future: the story of Squeak, a practical Smalltalk written in itself” de Dan Ingalls, Ted Kaehler, John Maloney, Scott Wallace y Alan Kay, fue presentado en OOPSLA, Atlanta, Georgia, en 1997 por Dan Ingalls.[2]
- Squeak migró a centro de investigaciones de ingeniería de Disney en 1996.
- El desarrollo de Etoys comenzó en Disney dirigido por Alan Kay para apoyar el aprendizaje construccionista influenciados por Seymour Papert y el lenguaje de programación Logo.

- El equipo de desarrollo de Etoys en Disney incluía: Scott Wallace, Ted Kaehler, John Maloney y Dan Ingalls.
- Etoys influenció el desarrollo de otro ambiente de programación educativo basado en Squeak, llamado Scratch. Desarrollado en el MIT después que Mitchell Resnick invitara a John Maloney del equipo de Etoys al MIT.
- Etoys migró a Viewpoints Research, Inc. en 2001, para mejorar la educación de los niños del mundo y avanzar el estado de los sistemas de investigación y computación personal.
- En 2006-2007, Etoys desarrollado en Squeak fue usado por el proyecto OLPC, en la máquina educativa OLPC XO-1. Está preínstalado en todos los portátiles XO-1.
- El artículo “Etoys for One Laptop Per Child”, de Bert Freudenberg, Yoshiki Ohshima y Scott Wallace, fue presentado en Seventh Annual International Conference on Creating, Computing, Connecting, and Collaborating through Computing, Kyoto University, Kyoto, Japan, en enero de 2009.
- En 2009, la Fundación Squeakland fue creada por Viewpoints Research, Inc., como un paso inicial para continuar fomentando el desarrollo y uso de Etoys como un medio educativo.
- Viewpoints Research Inc. apoyo la Fundación Squeakland durante 2009 y 2010. En enero de 2010, la Fundación Squeakland fue lanzada como una entidad independiente..

## Motivación e influencias
El desarrollo de Etoys fue inspirado y dirigido por Alan Kay y su trabajo para avanzar y apoyar el aprendizaje construccionista. Influencias directas incluyen a Seymour Papert y el lenguaje de programación Logo, un dialecto del lenguaje de programación Lisp optimizado para uso educativo; trabajo realizado en el PARC (Centro de Investigación de Palo Alto) de Xerox en California.
Etoys fue una gran influencia para el ambiente de programación basado en Squeak conocido como Scratch.  Scratch fue diseñado con código de Etoys a inicios del siglo XXI por MIT Media Lab, inicialmente orientado hacia los clubes de computación de los colegios.

## Tipos de licencia

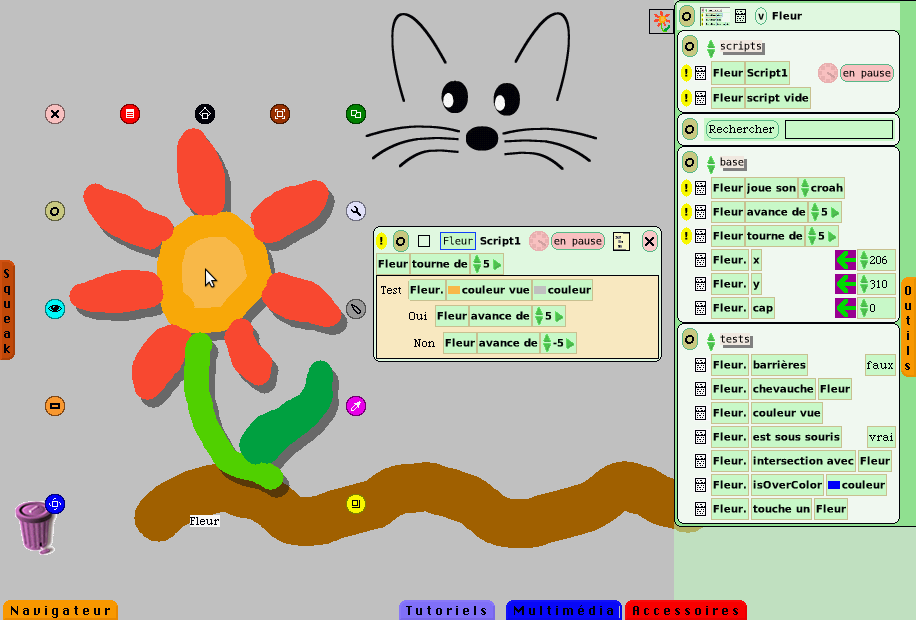

El sistema Etoys está basado en la idea de entidades virtuales programables en el computador.
Etoys provee un ambiente multimedia con un modelo de objetos programables simple y poderoso, para muchos tipos de objetos creados por los usuarios. Incluye gráficos 2D y 3D, imágenes, texto, partículas, presentaciones, páginas web, vídeos, sonidos y MIDI. La habilidad de compartir escritorios con otro usuarios Etoys en tiempo real, muchas formas de mentoría y juegos pueden llevarse a cabo a través de Internet.
Etoys es Multi-idioma, y ha sido exitosamente utilizado en Estados Unidos, Europa, Sudamérica, Japón, Korea, India, Nepal, Ethiopia, y otros países[cita requerida].